# Eva Vaitl
Eva Vaitl (* 24. Januar 1921 in München; † im August 1988 ebenda) war eine deutsche Schauspielerin und Synchronsprecherin. 

## Leben
Eva Vaitl absolvierte zunächst eine Schauspielausbildung und gab 1940 in Oldenburg ihr Bühnendebüt. Es folgten Theaterengagements in Breslau und München. Dabei feierte sie gleichermaßen als Charakterdarstellerin des Münchener Staatsschauspiel und als bayerische Volksschauspielerin Erfolge. 
1939 gab sie neben Maria Cebotari in der italienisch-deutschen Co-Produktion Die Premiere der Butterfly zudem ihr Spielfilmdebüt. Es folgten Rollen in Kurt Hoffmanns Nachkriegsfilm Das verlorene Gesicht (neben Marianne Hoppe und Gustav Fröhlich und Bruno Hübner), in Literaturverfilmungen wie Rosen im Herbst (nach Theodor Fontanes Effi Briest), Bernarda Albas Haus nach Federico García Lorca (mit Elisabeth Flickenschildt in der Titelrolle) sowie neben Martin Held in Unordnung und frühes Leid nach Thomas Mann, in Helmut Käutners Liebesdrama Monpti (mit Romy Schneider und Horst Buchholz), Kurt Hoffmanns phantasievoller Komödie Der Engel, der seine Harfe versetzte und mehreren Komödien nach Bühnenstücken von Ludwig Thoma (Die Medaille, Die Lokalbahn). 1959 spielte sie zudem in Bernhard Wickis Kriegsdrama Die Brücke die Offizierswitwe Borchert, die Mutter von Jürgen (Frank Glaubrecht). Daneben übernahm Eva Vaitl Gastrollen in Fernsehserien wie Der Kommissar, Die seltsamen Methoden des Franz Josef Wanninger und Königlich Bayerisches Amtsgericht.
Darüber hinaus arbeitete Eva Vaitl ab 1947 intensiv in der Synchronisation. Obwohl ihre Synchrontätigkeit nur 16 Jahre umfasste, gehörte sie zu den meistbeschäftigten Sprecherinnen und lieh ihre Stimme internationalen Stars wie Ingrid Bergman (in Das Haus der Lady Alquist, Wem die Stunde schlägt, Arzt und Dämon und Die Glocken von St. Marien), Olivia de Havilland (in ihrer Doppelrolle in Der Schwarze Spiegel), Greta Garbo (Die Frau mit den zwei Gesichtern), Ava Gardner (Rächer der Unterwelt), Katharine Hepburn (in Die Nacht vor der Hochzeit und Clara Schumanns große Liebe), Sophia Loren (Liebe, Brot und 1000 Küsse und Eine Frau für schwache Stunden), Elizabeth Taylor (Giganten), Gene Tierney (Todsünde) und Jane Wyman (Die Wildnis ruft).
Als Hörspielsprecherin konnte man sie beispielsweise 1959 im einzigen Paul-Temple-Hörspiel  des Bayerischen Rundfunks, nämlich in Paul Temple und der Conrad-Fall, erleben.
1975 wurde sie mit dem Bayerischen Poetentaler, 1979 mit dem Schwabinger Kunstpreis ausgezeichnet. Im August 1988 starb Eva Vaitl mit 67 Jahren in ihrer Heimatstadt München und wurde im alten Teil des Münchner Waldfriedhofs beerdigt.
2014 ehrte die Stadt München sie posthum mit der Benennung eines Weges in München Aubing.

## Filmografie (Auswahl)
- 1939: Premiere der Butterfly (Il Sogno di Butterfly)
- 1948: Das verlorene Gesicht
- 1950: Der fallende Stern
- 1955: Rosen im Herbst
- 1955: Der Apoll von Belac
- 1957: Bernarda Albas Haus
- 1957: Monpti
- 1959: Der Engel, der seine Harfe versetzte
- 1959: Die Brücke
- 1959: Straße der Gerechten
- 1960: Lampenfieber
- 1962: Affäre Blum (Fernsehfilm)
- 1966: Die seltsamen Methoden des Franz Josef Wanninger: Stimmen aus dem Jenseits
- 1972: Die Lokalbahn
- 1974: Der Kommissar: Tod eines Landstreichers
- 1975: Die Medaille
- 1977: Unordnung und frühes Leid
- 1978: Zwischen Stuttgart und München